# Brandbælte
Et brandbælte er et ryddet, bælteformet område i en skov eller lignende bevoksning, eller i en by. Ved at fjerne det meste brandbare materiale, gøres det vanskeligt for en brand at sprede sig hen over brandbæltet. Hvis vinden er kraftig, kan det dog ske, et gnister og gløder springer over et brandbælte og antænder en brand på den modsatte side. Brandbælter i skove og plantager etableres ofte inden en evt. brand er brudt ud. Brandbælter er hyppige i de vestjyske plantager. I byer kan man, som en desperat løsning, nedrive huse i et større område for at standse en voldsom brands udbredelse. 